# Kołotiłowka
Kołotiłowka (ros. Колотиловка) – wieś w Rosji, w obwodzie biełgorodzkim, w rejonie krasnojaruskim. W 2021 liczyła 361 mieszkańców.